# Michala Banas
Michala Elizabeth Laurinda Banas (Wellington, 14 novembre 1978) è un'attrice neozelandese.
Dal 2004 recita nel telefilm Le sorelle McLeod interpretando la parte di Kate Manfredi.
Prima di questo ruolo la Banas era già in Australia un personaggio televisivo molto popolare per avere recitato in Always Greenes. E fu proprio tale ruolo che le fece guadagnare nel 2002 una nomination ai Logie nella categoria: più popolare nuovo talento femminile.

## Filmografia

### Cinema
- Scooby-Doo, regia di Raja Gosnell (2002)
- Ned, regia di Abe Forsythe (2003)
- The Colours of Home, regia di Daniel Pront (2010)
- Beaconsfield, regia di Glendyn Ivin (2012)

### Televisione
- Specchio del passato serie tv 20 episodi 1995
- State Coroner serie tv 25 episodi 1997 al 1998
- The Lost World serie tv 8 episodi 1999 al 2000
- Il faro incantato serie tv 13 episodi 2000 al 2001
- Something in the Air serie tv 11 episodi 2000 al 2001
- West Wing - Tutti gli uomini del Presidente serie tv 2 episodi 2001
- Always Greener serie tv 50 episodi 2001 al 2003
- Le sorelle McLeod serie tv 119 episodi 2004 al 2008
- Neighbours serie tv 93 episodi 2008 al 2009
- Winners & Losers serie tv 16 episodi 2011 al 2012
- Upper Middle Bogan serie tv 8 episodi dal 2013
- Nowhere Boys serie tv dal 2013 - in corso